# Bergisdorf
Bergisdorf este o comună din landul Saxonia-Anhalt, Germania.